# Boliden AB
New Boliden es una empresa minera y fundición sueca especializada en la extracción, tratamiento y producción de cobre, zinc, plomo, oro y plata. Después de una serie de adquisiciones en la década de 1980 y 1990, la compañía adquirió las fundiciones y activos de minería de la compañía finlandesa Outokumpu en 2003. Outokumpu adquirió la subsidiaria Boliden Contech y las divisiones de cobre y zinc de Boliden. Como consecuencia del acuerdo, Outokumpu terminó controlando el 49% de las acciones de Boliden.
La compañía tiene aproximadamente 4.500 empleados. El nombre proviene de la mina Boliden, a unos 30 km al noroeste del pueblo sueco de Skellefteå, donde se encontró oro en 1924. En su momento fue la mayor y más rica mina de oro de Europa, pero desde 1967 la mina ha sido clausurada.

## Minería
El negocio de la minería incluye exploración, explotación y minera y molienda en operaciones en Suecia e Irlanda. La mayor producción se concentra en los segmentos de zinc y cobre, con menor proporción del segmento del plomo, oro y plata. Los bienes producidos se venden tanto a las fundiciones del grupo como a clientes externos. Boliden posee y opera la mayor minería de zinc en Tara en Irlanda. La explotación de Tara forma parte de Boliden desde principios de 2004, aunque la producción ahí se inició en 1977, donde se han extraído 60 millones de toneladas del mineral. Boliden también posee la explotación de Garpenberg, que es la mina sueca más antigua en explotación. La minería en Garpenberg se inició en el siglo XIII. El campo Skellefte rico en minerales del área de Boliden, donde se han abierto casi 30 minas desde que se inició la producción en la década de 1920 y donde Boliden en la actualidad opera las minas subterráneas de Renström y Kristineberg y la explotación a cielo abierto de Maurliden. Boliden también opera la explotación a cielo abierto de Aitik, que es una de las mayores explotaciones mineras de cobre de Europa. Los yacimientos metálicos son pobres, pero esto es compensado por una alta productividad y eficientes procesos de molienda que también explotan el contenido de oro y plata. Se prevé una ampliación al doble de producción en Aitik hasta los 36 millones de toneladas anuales para 2014.

## Fundiciones
El área de negocio de las fundiciones refina las concentraciones de los metales y materiales secundarios para producir materias primas y metales preciosos en fundiciones en Suecia, Finlandia y Noruega. Los principales metales tratados son zinc y cobre, pero la producción de plomo, oro y plata también es significativa en los ingresos de esta área. Otros productos incluyen ácido sulfúrico y fluoruro de aluminio. Boliden posee y opera dos fundiciones de zinc, dos fundiciones de cobre y una fundición de plomo. La fundición de zinc en Kokkola en Finlandia es la segunda más grande en Europa y la quinta del mundo y principalmente produce aleaciones para galvanización de planchas de acero. La fundición de zinc en Odda produce zinc para la industria siderúrgica y fluoruro de aluminio para la industria del aluminio de Noruega. La fundición cobre de Rönnskär se localiza en el pueblo sueco de Skelleftehamn y su producción principal es cobre, clínker de zinc, plomo y metales preciosos. La fundición principal de Harjavalt, localizada en la costa oeste de Finlandia, produce cátodos de cobre para la industria manufacturera, así como oro, plata y ácido sulfúrico. La fundición de Bergsöe a las afueras de Landskrona en el sur de Suecia extrae baterías de automóviles de desguace. La fundición de Bergsöe es una de las cuatro mayores compañías en la industria del reciclado del plomo. Aproximadamente el 60% de la producción de plomo de la planta es vendida a la industria europea de baterías, y el resto utilizado en la fabricación de cubiertas para edificios.

## Historia de la empresa sueca Boliden AB

### 1926 - Mina de oro de Boliden en Suecia
El 10 de diciembre de 1924, se encontró un gran depósito de mineral en Fågelmyran, a unos 30 km al noroeste de Skellefteå, Suecia. Las perforaciones de prueba revelaron que se trataba del mayor yacimiento minero más rico de Europa. Las primeras extracciones de Boliden se iniciaron en la primavera de 1926 en lo que se convertiría en la mina Boliden —una mina que probaría durante el curso de varias décadas, ser la mina de oro más grande y rica de Europa—. El depósito también incluía cobre y grandes cantidades de plata. El pueblo de Boliden rápidamente crecería en torno a la mina. El liderazgo en el desarrollo de la empresa Boliden fue Oscar Falkman (1877-1961) que impulsó los trabajos de exploración que se iniciaron en la segunda década del siglo XX, y que se aceleraron debido a la escasez de metales producida por la I Guerra Mundial. Falkman continuó de presidente de Boliden hasta 1941. Boliden AB también formó parte del imperio empresarial de Ivar Kreuger hasta 1932.
La fundición de Rönnskär fue construida para procesar los minerales surgidos de la mina Boliden, y comenzó sus operaciones de fundición en 1930.
El ferrocarril minero más largo del mundo, entre la mina Boliden en Kristineberg y el pueblo de Boliden comenzó a funcionar en 1943. El ferrocarril minero era de 96 km de largo y cuando fue clausurado, 44 años más tarde, había transportado 12 millones de toneladas de mineral.
Las operaciones en la mina de Aitik, a las afueras de Gällivare, en 1968. Esta explotación a cielo abierto se convertiría con los años en una de las mayores minas de cobre de Europa. Durante su primer año de operación, su producción aproximada fue de 9.000 toneladas de cobre, 160 kg de oro y 7 toneladas de plata.
La compañía creció durante los primeros años de 1970 gracias a una joint venture con la compañía alemana Preussag. Esto condujo a la ampliación de las capacidades de fundición y refino de plomo de la compañía, y en 1976, Boliden lanzó el horno de fundición Kaldo, para el procesamiento de los metales. 

### 1980 - Exportación de residuos a Chile
En los mediados años 1980, Boliden exportó un total de 20.000 toneladas de residuos de metales de la fundición de Rönnskär a la compañía chilena, Promel. Boliden pagó a Promel para uno trabajos de reprocesamiento que nunca se llevaron a término y los residuos fueron, en cambio, amontonados a las afueras de la ciudad de Arica en una zona que fue convertida en una zona residencial de bajo costo en los años 1990. Los residentes no tenían conocimiento de la presencia de residuos y como resultado, muchos contrajeron enfermedades. En otoño de 2009, el gobierno chileno anunció que unos 7000 residentes del área serían evacuados. Los deshechos fueron exportados antes que la Convención de Basilea que prohíbe la exportación de residuos peligrosos para el medio ambiente entrara en vigor. En junio de 2021, la ONU exige eliminación de deshechos tóxicos de minera sueca vertidos en Arica hace 41 años.

### 1987 - Expansión internacional
A final de 1987, el conglomerado industrial Trelleborg adquirió una participación de control en Boliden. En el mismo año, Boliden también adquirió la compañía española Andaluza de Piritas S.A. (Apirsa), que extraía zinc de la mina a cielo abierto de Aznalcóllar, 45 km al oeste de Sevilla. Trelleborg lanzó una gran reestructuración del Grupo Boliden en 1996, y la nueva compañía, Boliden Limited, fue creado con base en Toronto. Dos años más tarde, Boliden Ltd. compró la compañía canadiense, Westmin.

### 1998 - Desastre de Aznalcóllar en España
El 25 de abril de 1998, la presa de residuos de Apirsa en la mina de Los Frailes se rompió y 4,5 millones de metros cúbicos de residuos fueron vertidos al cercano río Guadiamar. Intensas investigaciones revelaron defectos tanto en la construcción original de la presa como en proyectos posteriores de construcción.
En 2001, Boliden perdió la demanda contra la compañía que construyó la presa de Aznalcóllar. El Tribunal Supremo de España confirmó que Boliden debía pagar 43,7 millones de euros al gobierno español. Los costes de compensación de Aznalcóllar se estiman en 240 millones de euros, Boliden no ha asumido ninguna parte del coste.

### 1999 - Relocalización de Boliden en Suecia
En 1999, Boliden implementó un programa de reestructuración del Grupo y las acciones de la empresa fueron listadas en la bolsa de Estocolmo. En 2001, la sede central de Boliden fue relocalizada nuevamente en Suecia.
A finales de 2003, Boliden compró fundiciones y una explotación minera del grupo finlandés Outokumpu, y como resultado, las fundiciones de Kokkola y Harjavalta/Pori en Finlandia y la fundición de Odda en Noruega se convirtieron en parte de Boliden. La adquisición también incluyó la mina de zinc en Tara en Irlanda.

## Medios de comunicación
La mina de cobre de Aitik (una importante mina de la compañía) apareció en un episodio de Discovery Channel de la serie "Cosas Realmente Grandes".